# Wachtgeld (politiek)
Wachtgeld is in Nederland de informele naam voor een toelage voor politici en andere politieke ambtsdragers, die wordt uitgekeerd na al dan niet vrijwillig vertrek uit de functie, zoals door ontslag of na beëindiging van het (verkiezings-)mandaat, in afwachting van een andere functie, een baan of een pensioen. Tot 2001 was er ook een dergelijke regeling voor (semi-)ambtenaren.
De naam wachtgeld stamt uit de tijd dat een ambtenaar formeel niet ontslagen kon worden. Als hij geen actieve functie meer had, moest hij op een nieuwe betrekking "wachten". Maar ook in de Werkloosheidswet komt de term 'wachtgeld' voor.
Het wachtgeld is in Vlaanderen de uitkering die minderjarige schoolverlaters in deeltijdse leersystemen krijgen in afwachting van een echte werkloosheidsuitkering.

## Politieke ambtsdragers
De Algemene pensioenwet politieke ambtsdragers (Appa) regelt niet alleen pensioen, maar ook een "Appa-uitkering", informeel wachtgeld genoemd.
Voor bepaalde politieke ambtsdragers geldt dat als aan de betrokkene ontslag wordt verleend, of als de betrokkene aftreedt, en de betrokkene heeft de AOW-leeftijd nog niet bereikt, deze recht heeft op wachtgeld, ook als het een ontslag op verzoek betreft of een vrijwillig aftreden. De regeling is dus ook van toepassing als de betrokkene werk vindt dat hij aantrekkelijker vindt, maar waarvan het inkomen lager is, of als hij wil stoppen met werken (mits geen ander passend werk beschikbaar is). De reden van de aparte regeling is echter een verhoogd afbreukrisico door, onder andere, de kans dat de betrokkene onverwacht zijn functie verliest. Niet altijd is terugkeer naar de oude baan mogelijk.
De indeling naar soort politieke ambtsdrager is als volgt:
- Tweede afdeling: Ministers en staatssecretarissen
- Derde afdeling: Leden van de Tweede Kamer der Staten-Generaal
- Vijfde afdeling: Commissarissen van de Koning, gedeputeerden, burgemeesters, wethouders en bestuurders van waterschappen

De regeling is als volgt:
- De duur van de wachtgelduitkering is gelijk aan de duur van de vervulling van de politieke functie, met een minimum van 2 jaar en een maximum van 3 jaar en 2 maanden. Uitzonderingen:
  - Bij een functievervulling van minder dan 3 maanden bedraagt de uitkeringsduur 6 maanden.
  - Als de belanghebbende ten tijde van zijn ontslag of aftreden vijf jaren of minder is verwijderd van de AOW-leeftijd die is vastgesteld voor het kalenderjaar 5 jaren na het jaar van ontslag of aftreden, en hij in het tijdvak van 12 jaren dat direct aan zijn ontslag voorafgaat ten minste 10 jaren politiek ambtsdrager is geweest, wordt de uitkering voortgezet tot de AOW-leeftijd.
- Eerdere of neveninkomsten voor of tijdens de ambtsperiode tellen niet mee bij de hoogte van het wachtgeld.
- Het wachtgeld is in het algemeen in het eerste jaar 80%, en in het tweede jaar en daarna 70% van het laatste salaris als politicus[1] Het gaat hier om het volledige salaris (vergelijk de hoogte van een WW-uitkering, voor de bepaling waarvan een bruto jaarsalaris boven de grofweg € 50,000 niet meetelt).
- Verrekening van na beëindiging mandaat als politicus/bestuurder ingegane inkomsten uit arbeid geschiedt aldus dat de uitkering wordt verminderd met het bedrag waarmede de uitkering, vermeerderd met die inkomsten, de laatstelijk genoten wedde, waarvan de uitkering is afgeleid, overschrijdt. Men kan dus in het eerste jaar tot 20% en in tweede en volgende jaren tot 30% aan arbeidsinkomsten hebben boven op het wachtgeld en zo het inkomen aanvullen tot 100%. Het aantal uren dat men moet werken voor de betreffende inkomsten is niet van belang, zie echter ook het volgende item.
- Uiterlijk vanaf drie maanden na aftreden moet de betrokkene in voldoende mate trachten passende arbeid te vinden, tenzij de betrokkene 70% of meer van het oude inkomen verdient en dus de hoogte van het wachtgeld 30% of minder van het oude inkomen is. Of arbeid passend is wordt onder andere bepaald door het geboden loon. Dit kan betekenen dat de betrokkene geen baan met een laag loon hoeft te aanvaarden, maar kan ook betekenen dat hij na een baan met een laag loon te hebben aanvaard, door moet blijven zoeken naar een passender baan.
- Sommigen hadden/hebben/creëren een eigen (advies-)bedrijf en daarvan kunnen inkomsten dus soms moeilijk in mindering worden gebracht op het wachtgeld (startersaftrek; verliescompensatie; vrijstellingen en dergelijke; in het geval van een DGA geldt alleen het loon als inkomsten uit arbeid, niet de waardevermeerdering van de BV)
- Sommigen toucheren na afloop in allerlei functies onkostenvergoedingen die niet altijd het wachtgeld verminderen.
- Er kan sprake zijn van een samenloop van wachtgelduitkeringen van verschillende en eerdere politieke/bestuurlijke functies; vaak is niet duidelijke welke instantie wat nu moet verrekenen of dat men periodes bij elkaar kan optellen (of doorschuiven ??). Hierdoor zijn er zowel mensen (on)bewust in problemen gekomen alsmede schrijnende gevallen ontstaan.[bron?]
- De pensioenopbouw is, zolang het wachtgeld duurt, gedurende de eerste 3 jaar en 2 maanden 100%, daarna 50% van de pensioenopbouw tijdens het vervullen van de functie.

### Beperking maximumduur
De Wet van 13 september 2012 tot wijziging van de Algemene pensioenwet politieke ambtsdragers in verband met het beperken van de maximumduur van de uitkering (Wet aanpassing uitkeringsduur Appa) heeft de maximumduur van de uitkering verminderd van 4 jaar naar 38 maanden. De nieuwe duur geldt niet voor een al toegekend uitkeringsrecht, maar, anders dan de vorige verkorting, gold de wijziging al voor de ten tijde van de wijziging zittende politici.
De Wet van 8 juli 2015 tot wijziging van de Algemene pensioenwet politieke ambtsdragers in verband met een verkorting van de duur van de voortgezette uitkering (Wet verkorting duur voortgezette uitkering Appa), die op 1 januari 2016 is ingegaan, betreft een versobering met als gevolg de bovengenoemde verlenging tot de AOW-leeftijd, onder voorwaarden, bij ontslag of aftreden niet langer dan 5 jaar van tevoren (dit was 10 jaar).

### Aanpassing in het kader van de verhoging van de AOW-leeftijd
De wet is gewijzigd in het kader van de verhoging van de AOW-leeftijd. De pensioengerechtigde leeftijd (niet te verwarren met de pensioenrichtleeftijd) is de AOW-leeftijd.

### Leden Provinciale Staten en gemeenteraden
Het Besluit van 12 juni 2013 tot wijziging van het Rechtspositiebesluit commissarissen van de Koning, het Rechtspositiebesluit burgemeesters, het Rechtspositiebesluit gedeputeerden, het Rechtspositiebesluit wethouders, het Rechtspositiebesluit staten- en commissieleden, het Rechtspositiebesluit raads- en commissieleden, het Waterschapsbesluit en het Rechtspositiebesluit Rijksvertegenwoordiger BES in verband met een wijziging in de regeling inzake ambtswoningen en enkele andere wijzigingen heeft onder meer de bepaling in de betreffende regelingen laten vervallen dat bijvoorbeeld een gemeentelijke verordening kan bepalen dat een lid van de gemeenteraad met ingang van de dag van zijn aftreden een uitkering ten laste van de gemeente ontvangt. Dit betekent (gezien bepalingen elders) dat de rijksoverheid provincies en gemeenten verbiedt zo'n regeling te hebben. Een uitkering op grond van een uitkeringsregeling op basis van het Rechtspositiebesluit raads- en commissieleden aan raadsleden, die uiterlijk aanvangt op de datum van aftreden van de leden van de raad in de oude samenstelling na de gemeenteraadsverkiezingen van 2014 of een eerdere herindelingsverkiezing, of op basis van het Rechtspositiebesluit staten- en commissieleden aan leden van provinciale staten, die uiterlijk aanvangt op de datum van aftreden van de leden van de provinciale staten in de oude samenstelling na de Provinciale Statenverkiezingen 2015, wordt verstrekt tegen de voorwaarden van de verordening zoals die gold op 30 juni 2013.

### Geheel of gedeeltelijk afzien van het recht
In sommige gevallen wordt de regeling door de belanghebbende, collega's en/of (potentiële) kiezers, als te royaal beschouwd. De belanghebbende ziet dan soms uit eigen beweging of onder politieke druk er vanaf. Als het recht echter al is aangevraagd en toegekend, zou de belanghebbende slechts de keuze hebben tussen blijven ontvangen, of helemaal ervan afzien en wat eventueel al ontvangen is terugbetalen. Er wordt wel gewerkt aan een wetswijziging waardoor de uitkering niet wordt uitbetaald voor zover en voor de periode dat de belanghebbende daarom verzoekt. Vervolgens stelde uitvoerder APG dat het toch mogelijk is om als ontvanger van wachtgeld uitvoerder APG te verzoeken de uitkering niet uit te betalen. Het recht op de uitkering vervalt hierdoor niet.

## Overheid en onderwijs
Het Rijkswachtgeldbesluit 1959 was vanaf 1 maart 1994 niet meer van toepassing in de sector onderwijs, met de komst van het Besluit Werkloosheid onderwijs- en onderzoekpersoneel (BWOO). Vanaf 1 januari 2001 was het ook niet meer van toepassing op nieuwe gevallen in de overige overheidssectoren (dit was de tweede fase van de operatie overheidspersoneel onder de werknemersverzekeringen (OOW; in de eerste fase werd de WAO voor overheids- en onderwijspersoneel ingevoerd)). Vanaf 1 januari 2001 geldt zowel in de sector onderwijs als de overige overheidssectoren bij ontslag de Werkloosheidswet (WW) en vaak een bovenwettelijke uitkering. De derde fase, waarbij vóór 2001 toegekende uitkeringen (soms naastwettelijke uitkering genoemd omdat ze geen aanvulling zijn op de WW) die nog niet waren beëindigd of die nog konden herleven gesplitst zouden worden in WW en bovenwettelijke uitkering, is niet doorgegaan, omdat door vertraging van deze fase de uitkeringsduur van de WW vaak al verstreken zou zijn. Zo bleef bijvoorbeeld in de sector Rijk naast het nieuwe BBUW-Rijk het oude Rijkswachtgeldbesluit 1959 voorlopig nog bestaan, en in de sector onderwijs naast het nieuwe BBWO het oude BWOO. Het BWOO spreekt zelf niet van "wachtgeld", maar in de uitvoering wordt die term nog wel gebruikt.
Andere nog niet ingetrokken wachtgeldregelingen (die al dan niet nog gelden voor nieuwe gevallen):
- Besluit vaststelling wachtgeldregeling militaire personeel zeemacht
- Besluit vaststelling wachtgeldregeling militairen Koninklijke landmacht beneden de rang officier
- Besluit vaststelling wachtgeldregeling officieren Koninklijke Landmacht
- Besluit wachtgeldduur burgerpersoneel militaire inlichtingendiensten
- Regeling wachtgeld en uitkering bij privatisering
- Wachtgeldbesluit Buitenlandse Dienst

## Wet normering topinkomens
De Wet normering topinkomens bepaalt onder meer dat topfunctionarissen in de publieke en semipublieke sector met hun werkgever geen uitkeringen wegens beëindiging van het dienstverband overeenkomen die gezamenlijk meer bedragen dan € 75.000.

## Kritiek
De wachtgeldregeling staat soms ter discussie. Bijvoorbeeld toen Philomena Bijlhout (LPF) in juli 2002 na negen uur in functie te zijn geweest als staatssecretaris haar ontslag indiende in verband met onthullingen over haar verleden. Zij had vervolgens recht op twee jaar wachtgeld. Inmiddels is de regeling veranderd, de uitkeringsduur zou nu(2025) zes maanden zijn, zie boven.
Ook de keus van Peter Rehwinkel, tot 2013 burgemeester van Groningen, om een vrijwilligersbaan te verkiezen boven het burgemeesterschap, maar wel gebruik te willen maken van de wachtgeldregeling, kon niet op de steun rekenen van de politieke partijen in Groningen.
Ook Wassila Hachchi, Kamerlid voor D66, vertrok om vrijwilligerswerk te gaan doen. D66 overwoog Hachchi te royeren als lid, waarop zij haar lidmaatschap heeft opgezegd.